# Харитонов Євген Олегович
Харитонов Євген Олегович — доктор юридичних наук, професор, завідувач кафедри цивільного права Національного університету «Одеська юридична академія», член-кореспондент Національної академії правових наук України, заслужений діяч науки і техніки України.
Євген Олегович зробив вагомий внесок у розвиток правознавчої науки, своїми працями забезпечивши теоретичне підґрунтя для вивчення низки юридичних дисциплін.

## Біографія
Євген Олегович Харитонов народився 17 травня 1948 р. в м. Кіровоград. Батько — доцент Уманського сільськогосподарського інституту, мати працювала все життя вчителькою української та російської мови і літератури.
Після закінчення у 1966 р. середньої школи зі срібною медаллю вступив до Харківського вищого командно-інженерного училища. З 1967 по 1969 р. перебував у Радянській армії.
У 1969—1974 рр. навчався на юридичному факультеті Одеського державного університету ім. І. І. Мечникова. Після закінчення університету з дипломом із відзнакою з 1974 р. працював на цьому ж факультеті асистентом, старшим викладачем, доцентом.
Після реорганізації юридичного факультету в Юридичний інститут був його доцентом, потім — докторантом і знову доцентом, з 1996 р. — завідувач кафедри цивільного права і процесу.
У 1974—1978 рр. Євген Олегович продовжує своє навчався у заочній аспірантурі. Його науковим керівником був професор Ю. С. Червоний.
З серпня 1974 р. по вересень 1979 р. Є. О. Харитонов працює асистентом кафедри цивільного права і процесу Одеського державного університету ім. І. І. Мечникова, а з вересня 1979 р. по лютий 1982 р. займає посаду старшого викладача цієї ж кафедри.
25 червня 1980 р. у Харківському юридичному інституті ім. Ф. Е. Дзержинського ним була захищена кандидатська дисертація за темою «Обязательства, возникающие из ведення дел без поручения в советском гражданском праве» (офіційні опоненти — професор В. О. Рясенцев, доцент Ю. І. Зіоменко, професор М. Й. Бару).
24 квітня 1983 р. Є. О. Харитонову було присвоєно вчене звання доцента.
З 1992 р. по 1995 р. Євген Олегович перебував у докторантурі (науковий консультант — професор О. В. Сурілов). Докторську дисертацію за темою «Рецепція римського приватного права (теоретичні та історико-правові аспекти)» захистив 4 липня 1997 р. в Юридичному інституті ОДУ (офіційні опоненти — академіки, професори В. В. Копєйчиков, М. В. Цвік, член-кореспондент АПНУ, професор В. В. Луць).
З серпня 1996 р. по грудень 1997 р. Євген Олегович Харитонов — завідувач кафедри цивільного права і процесу Юридичного інституту ОДУ ім. І. І. Мечникова.
Після створення ОДЮА з грудня 1997 р. — завідувач кафедри цивільного права.
Вчене звання професора Є. О. Харитонов отримав у 1998 р.
У 1996 р. його обрано академіком Української академії наук національного прогресу.
У 1997 р. Євгена Олеговича Харитонова нагороджено знаком Міністерства освіти України «Відмінник освіти України».
Євген Олегович Харитонов нагороджений дипломами Спілки юристів України (1999, 2000, 2006) за участь у І, II, III та VI всеукраїнських конкурсах на найкраще юридичне видання, дипломом «Теміс» у рамках південноукраїнського громадського проекту «Юрист року» в номінації «Юридична наука та освіта» (2003), дипломом ОНЮА.
Наказом Президента України від 9 жовтня 2003 року йому присвоєно почесне звання «Заслужений діяч науки і техніки України».
У травні 2008 р. наказом Міністерства юстиції України Є. О. Харитонов призначений членом науково-експертної ради з питань нотаріату при Міністерстві юстиції України.
З 2011 р. є членом-кореспондентом НАПН України.
Відмінник освіти України, у 2011 р. нагороджений нагрудним знаком Міністерства освіти і науки України «За наукові досягнення».
З 2013 р. — член Науково-консультативної ради при Верховному Суді України.

## Наукова діяльність
Є. О. Харитонов підготував більше 50 кандидатів юридичних наук, був науковим консультантом 6 захищених докторських дисертацій.
Ним започаткована та розвивається наукова школа, що займається дослідженням питань рецепції римського приватного права у цивільне право України.
Є. О. Харитонов очолює регіональний центр Всеукраїнської асоціації цивілістів.
Монографія Є. О. Харитонова «История частного (гражданского) права Европы. Книга І» отримала ІІ премію у конкурсі на найкраще юридичне видання 1998—1999 рр., а також грант Фонду «Відродження» для підготовки її видання українською мовою. Серед інших нагород за видання — «Найкраще юридичне видання 2000—2001 рр.» на IV Всеукраїнському конкурсі на найкраще юридичне видання та перемога у номінації «Навчальні посібники (практикуми, курси лекцій, хрестоматії та ін.)» на VI Всеукраїнському конкурсі на найкраще юридичне видання.
Про відповідальний і професійний підхід до справ Євгена Олеговича свідчить життєве кредо вченого: «Якщо робиш, роби добре».

## Наукові та навчальні праці
Кількість наукових та навчальних праць: 569
Основні наукові праці :
1. Харитонов Є. О., Харитонова О. І. Приватне право як концепт: пошук парадигми: монографія / Є. О. Харитонов, О. І. Харитонова. — Одеса: Фенікс, 2014. — 804 с.
2. Відповідальність у праві: філософія, історія, теорія: монографія / [ І. Безклубий, С. Бобровник, І. Гриценко та ін.]; за заг.ред. І. Безклубого. — К.: Грамота, 2014. — С. 345—353 — (Серія «Про українське право») (у співавторстві з О. Харитоновою)
3. Харитонов Є., Харитонова О. Від осмислення рецепції римського права ─ до формування загальної теорії взаємодії правових систем // Право України. — 2014. — № 1. — С. 274—297.
4. Харитонов Є. Елементи диспозитивного та імперативного регулювання цивільних відносин у Цивільному кодексі України // Право України. — 2014. — № 2. — С.45-56.
5. Харитонов Є. О. Система зобов'язань, що виникають внаслідок відвернення шкоди, за Цивільним кодексом України // Актуальні проблеми приватного права України: Збірник статей до ювілею доктора юридичних наук, професора Наталії Семенівни Кузнєцової / Відп.ред. Р. А. Майданик, О. В. Кохановська. ─ К.: ПрАТ «Юридична практика», 2014.─ С. 461—480.
6. Харитонов Є., Харитонова О. Проблеми визначення та характеристика засад статусу фізичної особи у цивільному законодавстві України // Приватне право. ─ № 1. ─ 2013. ─ С. 106—117.
7. Харитонов Е. О. Пробелы в законодательстве как характерная черта гражданско-правового регулирования // «Stiinta juridical universitarain contextual promovarii valorilor europene», conf. st. teoretico-practica intern. (15-16 oct.,2012; Chisinau)/ fondator: Andrei Galben; red.-sef: Vitalie Gamurari. ─ Chisinau: ULIM, 2013. — 511—521
8. Kharytonov E. O. Forming the Contemporary Civil Law of Ukraine: Influence of Western and Eastern Traditions of Law // East European and Russian Yearbook of International and Comparative Law.- 2012—2013.- Vols. 6-7. — P.43-79.
9. Господарський кодекс України: Науково-практичний коментар Видання друге, доповнене та перероблене /О.І Харитонова, Є. О. Харитонов, В. М. Коссак та ін. За ред. О. І. Харитонової. — Х.: ТОВ «Одіссей», 2008. — 784 с.
10. Житловий кодекс України: Науково-практичний коментар / За ред. Є. О. Харитонова, Н. Ю. Голубєвої. — Х.: Одіссей, 2009.
11. Зобов'язальне право України: Підручник / За ред. Є. О. Харитонова, Н. Ю. Голубєвою. — К.: Істина.2011 — 848 с.(61,85 д.а.) (п.1 гл.3; глави 36, 40, 41; п. п. 3, 4, 6, 7, 8 глави 42 (у співавторстві з Н. Ю. Голубєвою), п. 5 (у співавторстві І. В. Давидової), п. п. 9-11 глави 42; глава 43 (у співавторстві з Н. Ю. Голубєвою); глава 46.;
12. Научно–практический комментарий Семейного кодекса Украины. Изд. второе, с изменениями и дополнениями / Под ред. Е. О. Харитонова. — Х.: ООО «Одиссей», 2007. — 592 с.
13. Право інтелектуальної власності: Навчальний посібник у запитаннях та відповідях / За заг. ред. О. І. Харитонової. — Х.: Одіссей, 2012. — 192 с. (р.1. у співав. з О. І. Харитоновою)
14. Сімейне право України: Підручник / За ред. Є. О. Харитонова, Н. Ю. Голубєвої. — К.: Істина, 2010. (Затверджено МОН України, лист № 1.4/18 — 5 — 106.1 від 10.01.2009)
15. Харитонов Е. О., Харитонова Е. И. Очерки сравнительного правоведения: традиции частного (гражданского) права в Европе / Е. О. Харитонов, Е. И., Харитонова. — Одесса: Фенікс, 2013. — 642 с.
16. Харитонов Е. О. Формирование современного гражданского права Украины: влияние западной и восточной традиций права // Правовая система Украины: история, состояние, перспективы: в 5 т. — Харьков: Право, 2011. Т.3 : Гражданско-правовые науки. Частное право / под общ. ред. Н. С. Кузнецовой. — 680 с. (С. 81-126)
17. Харитонов Є. О. Основи римського приватного права (Посібник для підготовки до іспитів для зайнятих, розумних та допитливих). ─ Х.: Одіссей, 2013. — 352 с.
18. Науково–практичний коментар Цивільного кодексу України: У 2 т. — 5-те вид., перероб. і допов. / за ред. О. В. Дзери (кер. авт. кол.), Н. С. Кузнєцової, В. В. Луця. — К.: Юрінком Інтер, 2013. — Т. І. — 832 с. (Гл. 17 (ст. 237—250). — С. 403—422.
19. Науково–практичний коментар Цивільного кодексу України: У 2 т. — 5-те вид., перероб. і допов./ за ред.. О. В. Дзери (кер. авт. кол.), Н. С. Кузнєцової, В. В. Луця. — К.: Юрінком Інтер, 2013. — Т. ІІ. — 1120 с. (Гл. 80 (ст.1161–1162). — С. 893—895; Гл. 82 (ст. 1163—1165). — С.896–898.
20. Харитонов Є. О. Цивільні правовідносини: моногр. / Є. О. Харитонов, О. І. Харитонова. 2-ге вид., перероб. і доп. — Одеса: Фенікс, 2011. — 456 с.;
21. Харитонов Є. О., Харитонова О. І. Цивільні правовідносини. Монографія. — друге вид., перероб. і доп. — О.: Фенікс, 2011. — 456 с.
22. Харитонов Є. О., Харитонова О. І., Старцев О. В. Цивільне право України: Підручник. — Вид.2, перероб. і доп. — К. : Істина, 2009. — 816 с.
23. Харитонов Є. О., Харитонова О. І., Старцев О. В. Цивільне право України: Підручник. — Вид.3, перероб. і доп. — К. : Істина, 2011. — 808 с.;
24. Цивільне законодавство України (основні категорії, принципи та концепти): монографія / авт..кол.; за аг.ред. Є. О. Харитонова. — Одеса: Фенікс, 2012. — С. 102—120 (у співавторстві з О. Харитоновою) — 344 с.
25. Цивільне законодавство України: навч. посібник /авт.: Є. О. Харитонов, Т. С. Ківалова, О. С. Кізлова [та ін.]; за ред. д.ю.н., проф. Є. О. Харитонова, К. Г. Некіт. — Одеса: Юридична література, 2013.
26. Цивільне право: посібник для підготовки до іспиту Є. О. Харитонов, Н. Ю. Голубєва. Видання друге, перероблене та доповнене. — Ч. І. — Х.: «Одіссей», 2011. — 248 с.
27. Цивільне право: посібник для підготовки до іспиту Є. О. Харитонов, Н. Ю. Голубєва. Видання друге, перероблене та доповнене. — Ч. ІІ. — Х.: «Одіссей», 2011. — 256 с.
28. Цивільне право України (традиції та новації): монографія / За заг. ред. Є. О. Харитонова, Т. С. Ківалової, О. І. Харитонової; науков. ред. — Н. Ю. Голубєва — Одеса: Фенікс, 2010. — 700 с.
29. Цивільне право України: Навчальний посібник / За ред. Є. О. Харитонова, Н. Ю. Голубєвої. — К.: Істина, 2009.
30. Харитонов Є. О., Харитонова О. І. Цивільні правовідносини. Навчальний посібник. — К.: Істина, 2008. — 304 с.
31. Харитонов Є. О. Нариси теорії цивілістики (поняття та концепти): Монографія. — О.: Фенікс, 2008. — 464 с.
32. Цивільне право України: Підручник: У 2 томах. Том 1 / За ред. Є. О. Харитонова, Н. Ю. Голубєвої. — Харків: Одіссей, 2008.
33. Цивільне право України: Підручник: У 2 томах. Том 2 / За ред. Є. О. Харитонова, Н. Ю. Голубєвої. — Харків: Одіссей, 2008.
34. Цивільне та сімейне право України: підруч. / За ред. Є. О. Харитонова, Н. Ю. Голубєвої. — К.: Правова єдність, 2009. (Затверджено МОН України лист № 1.4/48 — Г — 1906 — 14.08.2008)
35. Цивільне та сімейне право України: підруч. / За ред. Є. О. Харитонова, Н. Ю. Голубєвої. — К.: Правова єдність, 2009. (Затверджено МОН України лист № 1.4/48 — Г — 1906 — 14.08.2008
36. Цивільне та сімейне право ч. 1: навч.-метод. посібник / [Є. О. Харитонов, Н. Ю. Голубєва, К. М. Глиняна та ін.] — Одеса: Фенікс, 2014. — 216 с.
37. Цивільне та сімейне право ч. 2: навч.-метод. посібник / [Є. О. Харитонов, Н. Ю. Голубєва, В. О. Гончаренко та ін.] — Одеса: Фенікс, 2014. — 146 с.
38. Цивільне та сімейне право: Ч. І: Навч.-метод. посіб. для студ. фак. цив. та госп. юстиції Національного університету «Одеська юридична академія» / Є. О. Харитонов, Т. С. Ківалова, К. Г. Некіт, І. В. Давидова; за ред. Є. О. Харитонова. — Одеса: Видавець Бакаєв В. В., 2012. — 150 с.
39. Цивільний кодекс України: Науково-практичний коментар. Виданная шосте / За редакцією Є. О. Харитонова, Н. Ю. Голубєвої. — Х. : Одіссей, 2009.
40. Цивільний кодекс України: Науково-практичний коментар. Видання друге / За заг. ред. Харитонова Є. О., Харитонової О. І., Голубєвої Н. Ю. — Київ.: Всеукраїнська асоціація видавців «Правова єдність». — 2009.
41. Цивільний процес України: Підручник / За ред. Є. О. Харитонова, О. І. Харитонової, Н. Ю. Голубєвою. — К.: Істина. — 2011—536 с.

## Членство в спеціалізованих вчених радах та редакційних колегіях видань
Заступник голови Спеціалізованої Вченої Ради Д 41.086 Національного університету «Одеська юридична академія»;
Член науково-консультативної ради Верховного Суду України;
Член редакційної колегії журналу «Право України»;
Член редакційної колегії журналу «Приватне право»;
Член редакційної колегії журналу «Юридичний вісник»;
Член редакційної колегії журналу «Актуальні проблеми держави і права»;
Член редакційної колегії журналу «Актуальні проблеми політики»;
Член наукової ради та заступник редактора науково-практичного журналу «Часопис цивілістики»;
Член редакційної колегії збірки «Наукові праці Національного університету „Одеська юридична академія“»;
Член редакційної колегії Часопису «Університетські наукові записки» Хмельницького університету управління та права.